# سیت (گافر و پارامون)
سیت، روستایی در دهستان گافر بخش گافر و پارامون شهرستان بشاگرد در استان هرمزگان ایران است. این روستا، مرکز دهستان گافر است.

## جمعیت
بر پایه سرشماری عمومی نفوس و مسکن در سال ۱۳۹۵، جمعیت این روستا برابر با ۲۴۹ نفر (۶۸ خانوار) بوده‌است.